# Sjöslaget vid Hogland
För andra betydelser, se Hogland (olika betydelser).
Sjöslaget vid Hogland var ett sjöslag som utkämpades den 17 juli 1788 under Gustav III:s ryska krig. De svenska och ryska flottorna drabbade samman i en sex timmar lång strid vid ön Hoglands norra spets. Den nybyggda svenska flottan leddes nominellt av den yngre brodern till den svenske kungen Gustav III, hertig Karl av Södermanland. Den ryska befälhavaren var amiral Samuel Greigh. Under striderna dödades 300 svenskar och 600 ryssar. Den ryska flottan var större till numerären men det svenska artilleriet var överlägset. Striden kom att bli oavgjord eftersom de båda flottornas fördelar utjämnade oddsen. En av de främsta orsakerna till att svenskarna inte kunde avgöra slaget var att man fick brist på ammunition. Efter slaget drog sig den svenska flottan tillbaka till Sveaborg och stannade kvar där i fyra månader innan man kunde dra sig tillbaka till Karlskrona inför vintern.

## Bakgrund
Vid krigsutbrottet 1788, planerade svenskarna att snabbt erövra Sankt Petersburg. En svensk armé, stödd av den svenska skärgårdsflottan (49 fartyg, 686 kanoner), skulle avancera längs den finska kusten i Finska viken, medan en tredje armé seglade med den svenska stora flottan. Denna var tänkt att landstiga vid Oranienbaum för att fortsätta sitt avancemang mot Sankt Petersburg. För att detta företag skulle lyckas var man tvungen att antingen eliminera den ryska flottan eller blockera dess hamnar i Reval (dagens Tallinn) och Kronstadt. Tidigt i juli seglade den svenska flottan till Finska viken. En snabbt ihopsamlad rysk flotta under amiral Samuel Greigh mötte den svenska flottan vid Hoglands norra udde 17 juli 1788.

## Slaget

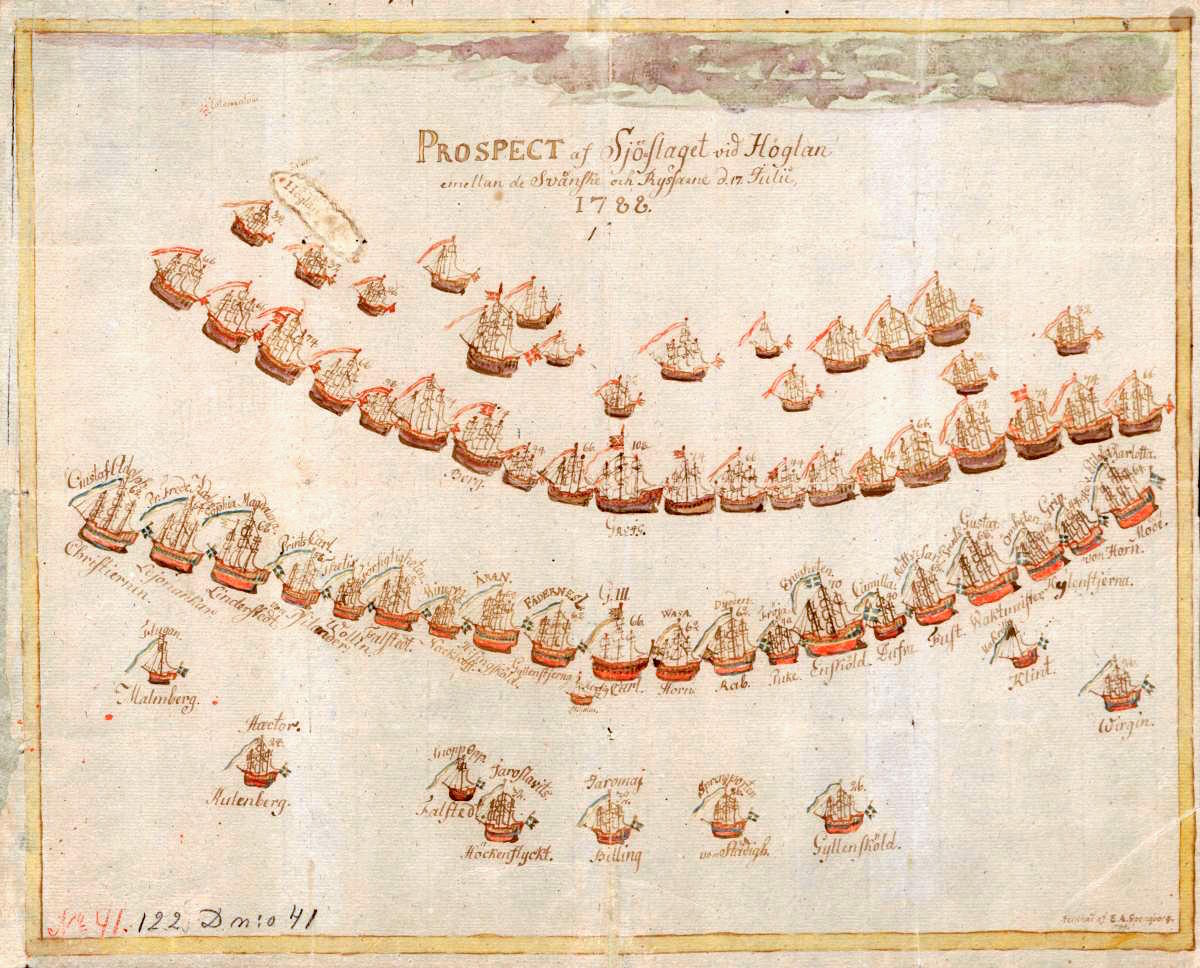
Samtida teckning av slagordningen vid sjöslaget vid Hogland

Den 17 juli var en dag med en svag ostlig vind och soldis. Tidigt på morgonen hörde svenskarna ett avlägset dån av upprepade signalskott. Man förstod att ryska flottan var i annalkande. Snart fick också utkiken i masttopparna se det ena toppseglet efter det andra sticka upp vid synranden. Vid middagstiden såg man från däck hela den ryska flottan komma med fulla segel styrande rakt ned på svenskarna. Vid 17-tiden var de båda flottorna inom skotthåll för varandra och började ge varandra bredsidor.
De två styrkorna var någorlunda jämbördiga. Den ryske chefen var erfaren till skillnad från den svenske befälhavaren hertig Karl som saknade utbildning, bakgrund och lämplighet för sin uppgift. Det verkliga befälet på den svenska sidan under slaget förde i stället flaggkaptenen kommendör Otto Henrik Nordenskiöld som var professionell sjöofficer och därmed kunde agera självständigt i hertigens namn. Hertigen visade dock stort personligt mod under slaget och befann sig hela tiden på däck för att uppmuntra manskapet.
Näst i rang efter hertig Karl var amiralen Anton Johan Wrangel, som var skicklig men vid den här tiden rätt ålderstigen. Det svenska flaggskeppet tvingades bryta sig ur slaglinjen, täckt av rök. Greighs flaggskepp anföll då det svenska 70-kanons linjeskeppet Prins Gustav, som fördes av överste Hans Wachtmeister. Sedan all ammunition var förbrukad och masterna var nära att ramla överbord, tvingades Prins Gustav kapitulera efter att ha fått 32 grundskott och flera hundra kulor över vattenlinjen.
På annat håll lyckades svenskarna oskadliggöra 74-kanonersfartyget Vladislaff, som hade förlorat sin styrförmåga, och som omringades av svenska fartyg. Hon kapitulerade till det svenska fartyget Kronprins Gustav Adolf. 
På det svenska linjeskeppet Wasa som låg styrbord om flaggskeppet Konung Gustaf III blev både kaptenen Baltzar Filip Horn af Rantzien samt sekonden flaggkapten Fürst dödligt sårade, varför Horn överlämnade befälet till den 23 årige löjtnanten Per Gustaf Lagerstråle med orden "Du skall svara mig inför Gud, om du stryker flagg". Horn dog senare av sina skador, men Lagerstråle fullföljde striden och blev fyra dagar senare befordrad till kapten samt utnämnd till riddare av Svärdsorden.
Striden fortgick under sex timmar och flottorna separerade först med mörkrets ankomst – då led de svenska fartygen stor brist på ammunition.

## Efterspel

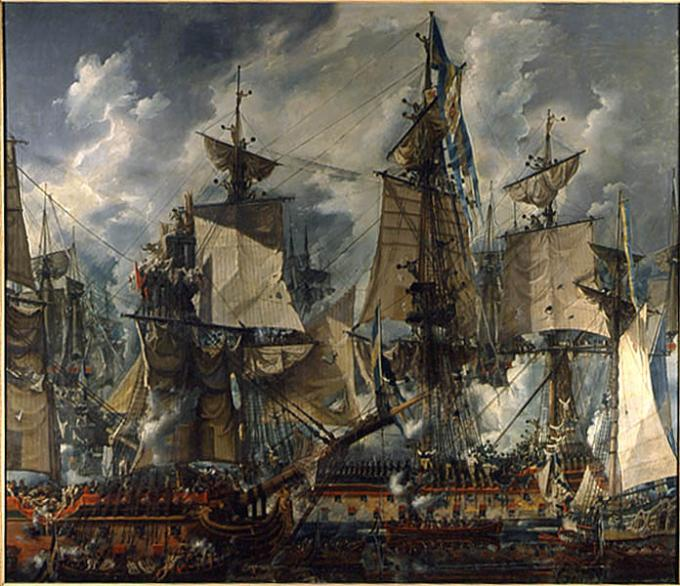
Svenska flaggskeppet Gustaf III efter slaget vid Hogland, målning av Louis Jean Desprez.

Det var ovanligt i ett sjöslag, att båda flottorna erövrade ett fartyg var. Ryssarna led störst förluster (de sammanlagda förlusterna uppgick till 1 767, av vilka 600 man var döda ) mot svenskarnas 1 151 man, av vilka ca 300 man var döda. Av de stupade på den svenska sidan tillhörde en fjärdedel och av de sårade två femtedelar Prins Gustavs besättning.
Båda flottorna låg kvar till följande dag på krigsskådeplatsen, men de ryska fartygen hade lidit så svåra skador att de, trots gynnsam vind, inte förmådde gå till nytt anfall. Den svenska flottan var efter bataljen i långt bättre skick, men flera fartyg hade skjutit bort all sin ammunition. Därför vände båda parterna tillbaka, svenskarna till Sveaborg och ryssarna till Kronstadt.
Många ryska fartyg skadades svårt och bogserades bort i skydd av krutröken. Trots att slaget blev oavgjort kom det, strategiskt sett, att betyda mycket för ryssarna eftersom man förhindrade den svenska landstigningen. I Sveaborg fanns inga möjligheter att reparera de svenska fartygen och inte heller någon ammunition. Man fick därför skriva till Sverige efter ammunition åt flottan, och det tog tid att få den över till Finland, i synnerhet som det inte fanns några förråd alls av de grövsta och effektivaste kulor som använts i sjöslaget. Detta slags ammunition var inte ens beställd vid järnbruken. Inga åtgärder hade heller vidtagits för att fylla behovet av manskap efter dem som förlorats i striden, eller av läkare och fältskärer. "Bristen på fältskärer är förskräckande", yttrades i krigskonseljen redan före avfärden, och eländet blev därför stort bland de sårade. Under sådana förhållanden måste Karl meddela kungen att flottan inte kunde bli färdig att utlöpa förrän efter en månad. De ryska skeppen hade däremot lätt att få sina brister avhjälpta i Kronstadt och Reval och ge sig ut på Östersjön.
Besättningen på det erövrade fartyget Vladislav visade sig vara smittad av en dödlig farsot, återfallsfebern. Denna spred sig snabbt till den svenska besättning som tog över fartyget, till Sveaborg och vidare till Karlskrona dit fartyget senare fördes. Epidemin varade till 1790 och enligt uppgift dog upp till 10 000 personer.
Svenskarnas mod och skicklighet i att manövrera vitsordades av amiral Greigh, som förklarade att han aldrig sett någon hetare eller på båda sidor bättre underhållen strid. Det sågs som den ärofullaste sjöstrid som den svenska flottan utkämpat sedan slaget i Öresund 1658. Gustav III skrev till sin bror: "Du har hämnats det svenska namnet och sextio års skymf."

## De rivaliserande flottorna
(sammanlagt 1 180 kanoner)
Den svenska flottan
- 15 x linjeskepp:

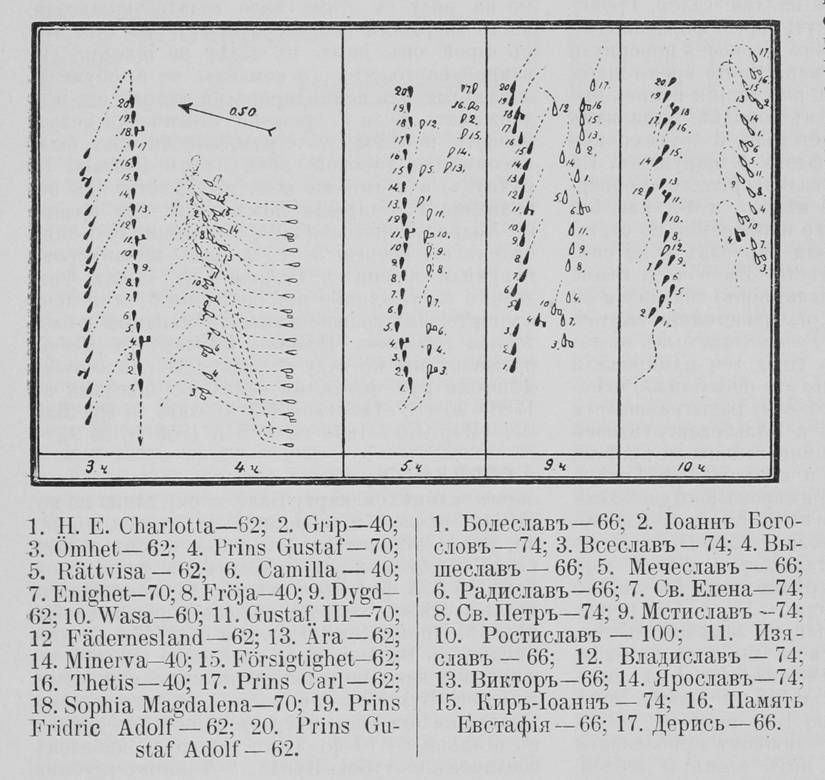
Schematisk bild av striden

  - flaggskepp Konung Gustaf III 70 – amiral Anton Johan Wrangel d.y., Otto Henrik Nordenskiöld, flagg-major Eric Klint
  - Prins Gustaf 70 – överste Claes Adam Wachtmeister, överste Hans Fredrik Wachtmeister
  - Sophia Magdalena 70 – Fredrik Linderstedt
  - Enigheten 70 – Carl Fredrik Eneskjöld.
  - Hedvig Elisabeth Charlotta 60 – Carl Vilhelm Modée.
  - Ömheten 60 – Mauritz Salomon von Krusenstierna.
  - Rättvisan 60 – Olof Martin Fust.
  - Dygden 60 – Claes Jacob Raab.
  - Wasa 60 – Baltzar Filip Horn af Rantzien   †.
  - Fäderneslandet 60 – Carl Wilhelm Kuylenstierna.
  - Äran 60 –  Johan Hisingsköld .
  - Försiktigheten 60 – Hans Fahlstedt.
  - Prins Carl 60 – Gustaf Psilanderhielm.
  - Prins Fredrik Adolf 60 – Fredrik Wilhelm Leijonancker.
  - Kronprins Gustaf Adolf 60 – Harald af Cristiernin.

- 5 x tunga fregatter:
  - Gripen 44 – Carl Axel von Horn   †.
  - Camilla 40 – Johan Fredrik Dufva.
  - Fröya 40 – Johan Puke.
  - Minerva 40 – Henrik Johan Nauckhoff.
  - Thetis 40 – Lars Wollin.

- 4 x lätta fregatter och 3 x Jagare:
  - Jarramas 32 – Billing.
  - Hector 22 – Kullenberg.
  - Patrioten 18 – Wirgin.
  - Esplendian 16 – Ekholm.
  - Jarislawiz 32 – Erik Gustaf Hökeflycht.
  - Sprengtporten 26 – Victor von Stedingk.
  - Trolle 26 – Carl Carlheim-Gyllenskiöld.

Den ryska flottan 
(sammanlagt 1 236 kanoner)
- 1 × 100-kanoners tredäckare: 
  - Rostislav – Amiral Samuel Greigh, Kapten Odintsov [11]

- 8 × 74-kanonersskepp:
  - Malislav - Moulovskij
  - Sv. Petr - Denison
  - Vladislav - Bergh
  - Sv. Elena - Konteramiral Aleksej Spiridov, Kapten Breyer
  - Kir Ioann - Konteramiral van Dissen, Kapten George Tate
  - Yaroslav - Biks
  - Vseslav - Konteramiral Timofej Kozljaninov, Kapten Makarov
  - Ioann Bogoslov - Warland

- 8 x 66-kanonersskepp: 
  - Iszjaslav - Kartzov
  - Rodislav - James Trevenen
  - Deris - Kakoslav
  - Pamjat Estafija - Boronov
  - Viktor - Obolianinov
  - Mecheslav - Borisov
  - Vycheslav - Elphinston
  - Boleslav - Denisov

- 7 x stora fregatter:
  - Podagrislav 36 - Lomen
  - Briantjislav 32 - Sincawen
  - Priamislav32  - Seivers
  - Slava 32 - Tjitjoikov
  - Nadesjta Blahopoloutjia 32 - Lolyret
  - Vosmislav 32 - Lilofskoi
  - Mstilawetz 28 - Slomontov

- 2 x Bombketchar:
  - Lechtouche - Shot
  - Neva - Bro-oun

- 1 x Transportfartyg
  - Smelay 8 - Srewnens

- Tre övriga fartyg